# Edward Stone (ecclésiastique)
 (avril 2019).
Edward Stone (1702–1768), recteur de l'église anglicane de son vivant, est connu pour avoir été le premier scientifique à documenter les vertus médicinales de l'écorce de saule.

## Biographie
Edward Stone vit le jour à Princes Risborough dans le Buckinghamshire en Angleterre au sein d'une famille de fermier implantée dans la région depuis plusieurs générations.
Il commença à fréquenter le Wadham College de l'Université d'Oxford en 1720 et finit par en devenir un membre honoraire. À partir de 1738, il habita successivement à Horsenden dans le Buckinghamshire et à Drayton, près de Banbury dans l'Oxfordshire.
Il épousa Elizabeth Grubbe le 7 juillet 1741 en la chapelle de Mercers Hall, dans le quartier de Cheapside à Londres.
En 1745, il fut nommé aumônier auprès de Sir Jonathan Cope à l'abbaye de Bruern et officia en tant que vicaire dans plusieurs paroisses des environs de Chipping Norton, toujours dans l'Oxfordshire. Il exerça également la fonction de juge de paix, mandat qu'il utilisa afin de faire respecter les lois sur les indigents (Poor Laws) dans la région.
Il vécut également près de l'ancienne brasserie Hitchman sur la West Street à Chipping Norton là où aujourd'hui se trouve une plaque commémorative à son nom.
À sa mort en 1768, on l'enterra au cimetière de Horsenden.

## Travaux sur l'écorce de saule
L'usage du saule en tant qu'anti-douleur est connu depuis l'antiquité grecque ; Hippocrate prescrit déjà l'écorce et les feuilles du saule comme antalgique et antipyrétique vers 400 av. J.-C. Dioscoride, Pline l'Ancien et Galien en font également mention, mais la plante semble avoir disparu des traités de médecine durant le Moyen Âge, période pendant laquelle il resta utilisée comme un remède populaire.
Dans une lettre adressée à Lord Macclesfield de la Royal Society en 1763, Stone donne les détails de sa découverte des bienfaits de l'écorce de saule sur la santé :

« About six years ago, I accidentally tasted it and was surprised at its extraordinary bitterness; which immediately raised me a suspicion of its having the properties of the Peruvian bark. [...]
I determined to make some experiments with it and [...] gathered that summer near a pound weight of it, which I dried in a bag, upon the outside of a baker's oven, for more than three months, at which time it was to be reduced to a powder, by pounding and sifting after the manner that other barks are pulverized.
[...] I have continued to use it as remedy for agues and intermitting disorders for five years successively and successfully. »

« Voilà environ six ans, j'y goûtai par accident et fut surpris par son exceptionnelle amertume qui fit naître en moi l'idée qu'elle puisse avoir les propriétés de l'herbe des jésuites.[...]
Je me résolus à mener des expériences dessus et [...] en récoltai cet été l'équivalent d'une livre que je laissai à sécher dans un sac, à proximité d'un four de boulanger, pendant trois mois, au terme desquels je la réduisis en une poudre en la pillant et en la tamisant à la manière dont on pulvérise les autres écorces.
[...] J'ai fait continuellement usage de ce remède contre la fièvre des marais et d'autres désordres intermittents durant cinq ans avec succès. »

Le pasteur donne une indication supplémentaire contre les rhumatismes en recourant à la théorie des signatures : « son écorce doit être utile contre les rhumatismes puisqu'elle provient de branches souples et flexibles se laissant travailler facilement ».